# مسجد جامع نیشابور (شهر کهن)
این مسجد برجا نیست و اثری از آن به‌جا نمانده؛ با مسجد جامع نیشابور که ساختهٔ تیموری است، اشتباه نشود.
مسجد جامع نیشابور (ساختهٔ دههٔ ۱۳۰ق/۷۵۰م- ویران‌شده در زلزله‌های سده هفتم ق/سده ۱۳م) بزرگترین مسجد شهر کهن نیشابور بوده که به دستور ابومسلم ساخته شد و مناره‌های آن ویژگی منارجنبان داشته است. همهٔ آگاهی‌ها دربارهٔ آن از تاریخ نیشابور نوشتهٔ ابوعبدالله حاکم است.
این مسجد جامع، کتابخانهٔ بزرگی نیز داشته است. یاقوت حموی در اینباره آورده است: در جامع قدیم نیشابور کتابخانه‌ای موقوفه مخصوص مسلمانان وجود داشت که در قرن پنجم فراهم آمده بود. وی کتاب‌های کتابخانه این مسجد را نفیس و نادر توصیف نموده است. این مسجد نقش برجسته‌ای در گسترش علوم اسلامی داشته است و تا سدهٔ هفتم قمری برپا بود.
در عکس‌های هوایی جای آن محوطهٔ باستان‌شناسی نیشابور کاملاً مشخص است.

## ساختار
بنا به تاریخ نیشابور نوشتهٔ ابوعبدالله حاکم که تنها جلدِ ماندهٔ کنونی اش ترجمهٔ محمدحسین خلیفه نیشابوری است، این مسجد سی جریب مساحت، هزار ستون داشت، «شصت هزار خلق، به یکبار در وی نماز کردندی. درو آب‌های روان و حوض‌های عمیق در وسطِ آن یخدانی ساخته و هرسال از برف مملوّ داشته؛ و همه تابستان به تبّرک بیماران و غیر ایشان به آن انتفاع یافته بی ثمن. درو درخت‌ها ناژ و توت، که از هر یکی از آن غالباً چند ستون حاصل شدی، چنان بزرگ. زیاد از صد خادم و فرّاش داشت؛ و در موضعی ازو، مثل خانه‌ای، مبنی بر دوازده ستون به عمارت ممتاز، شش ستون از مرمر و دو ستون از بیشهٔ طرفِ دجله آورده، به رنگ مهره‌های سیاه و سفید و چهار ستون از گچ و خشتِ پخته ساخته، سقف و ستون‌های آن به زر تذهیب کرده و قبّهٔ مُذَهَّب بالای آن مرتب. مقوّمان و مُبصران بیست هزار مثقال زرِ آن را تقدیر می‌کردند. امام حاکم فرمود کی:
 سقف و ستون و پله‌ها و منابر و صنادیق و مصاحف و قنادیل و حصیرها و فرش‌ها و توابعِ این‌ها را قیمت کردند به صد هزار مثقال زر رسید؛ و صدهزار مثقال زر طلا را اوقاف مسجد جامع زیاده بود؛ و به خراسان منبری احسن تر از آن منبر نبود که ابومسلم درین جامع نهاد بود.

### منارها
منار جنبان نیشابور که در شمار بلندمرتبه‌ترین بناهای سده چهارم هجری بوده است، پس از مناره‌های ابومسلمی، طاهری و عمرولیثی، چهارمین مناره‌ای است که بر مسجد جامع بزرگ نیشابور ساخته شده بود. ابوعبدالله حاکم دربارهٔ منارهای جنبان این مسجد نوشته است:
 خمار تکین... مناری رفع کرد و صیتِ آن دو منار [پیشینِ ساختهٔ عبدالله طاهر] را دفع کرد، چنانچ در دنیا ارفع از آن و اعجب و آراسته‌تر و پیراسته‌تر و دایرتر منار در هیج دیار هیچ نجّار ندید. از فوق عالیِ بامِ جامع تا سرِ منار نود و چار ذراع بود؛ و اجرت استادان بی‌مزدور خرجِ عمارت دوهزار مثقال طلا مقرر کرده بودند و به هندسه چنان ترتیب کرده بودند که چون باد آمد فراخورد قوّهٔ باد آن منار حرکت کردی اما نیفتادی و هیچ خشتی و جزئی از آن وی فاسد نشدی.